# Zurbano (Vizcaya)
Zurbano es una entidad de población española del municipio de Gatica, perteneciente a la provincia de Vizcaya, en la comunidad autónoma del País Vasco.

## Toponimia
El lugar puede aparecer referido como «Zurbao», «Zurbano» y «Zurbana».

## Historia
Hacia mediados del siglo XIX, el lugar, ya por entonces perteneciente a Gatica, tenía contabilizada una población de sesenta habitantes. Aparece descrito en el decimosexto y último volumen del Diccionario geográfico-estadístico-histórico de España y sus posesiones de Ultramar de Pascual Madoz con las siguientes palabras:

ZURBANA: barrio en la prov. de Vizcaya, part. jud. de Bilbao, térm. jurisd. de Gatica: 9 casas, 9 vec., 60 almas.
(Madoz, 1850, p. 679)

En 2022, tenía empadronados 143 habitantes.